# Campionati europei di nuoto 2010 - 200 metri misti femminili
Le qualifiche per la semifinale si sono svolte la mattina dell'11 agosto 2010, mentre la semifinale si è svolta la sera dello stesso giorno. La finale si è svolta la sera del 12 agosto 2010.

## Medaglie
| Posizione | Atleta           | Paese       |
| --------- | ---------------- | ----------- |
| Oro       | Katinka Hosszú   | Ungheria    |
| Argento   | Evelyn Verrasztó | Ungheria    |
| Bronzo    | Hannah Miley     | Regno Unito |

## Record
Prima della manifestazione il record del mondo (RM), il record europeo (EU) e il record dei campionati (RC) erano i seguenti.
| Record mondiale       | 2'06"15 | Ariana Kukors Stati Uniti     | 27 luglio 2009 Roma, Italia          |
| Record europeo        | 2'07"46 | Katinka Hosszú Ungheria       | 27 luglio 2009 Roma, Italia          |
| Record dei campionati | 2'11"16 | Mireia Belmonte García Spagna | 21 marzo 2008 Eindhoven, Paesi Bassi |

Durante la competizione sono stati migliorati i seguenti record:
| Data      | Evento | Atleta         | Nazione  | Tempo   | Record                |
| --------- | ------ | -------------- | -------- | ------- | --------------------- |
| 12 agosto | Finale | Katinka Hosszú | Ungheria | 2'10"09 | Record dei campionati |

## Risultati batterie
Sono ammesse alla finale solo due atlete per nazione.
| Pos. | Atleta                 | Nazionalità | Tempo       | Batteria    | Corsia      | Note        |
| ---- | ---------------------- | ----------- | ----------- | ----------- | ----------- | ----------- |
| 1    | Evelyn Verrasztó       | Ungheria    | 2:11.94     | 3           | 5           |             |
| 2    | Katinka Hosszú         | Ungheria    | 2:12.30     | 3           | 4           |             |
| 3    | Camille Muffat         | Francia     | 2:12.75     | 4           | 4           |             |
| 4    | Mireia Belmonte Garcia | Spagna      | 2:12.87     | 2           | 4           |             |
| 5    | Hannah Miley           | Regno Unito | 2:13.49     | 4           | 5           |             |
| 6    | Lara Grangeon          | Francia     | 2:14.14     | 2           | 5           |             |
| 7    | Zsuzsanna Jakabos      | Ungheria    | 2:14.33     | 2           | 3           |             |
| 8    | Louise Jansen          | Danimarca   | 2:15.65     | 2           | 2           |             |
| 9    | Francesca Segat        | Italia      | 2:15.88     | 4           | 3           |             |
| 10   | Viktoriya Andreeva     | Russia      | 2:15.92     | 3           | 2           |             |
| 10   | Sophie De Ronchi       | Francia     | 2:15.92     | 4           | 6           |             |
| 12   | Fanny Lecluyse         | Belgio      | 2:16.54     | 1           | 5           |             |
| 13   | Daria Belyakina        | Russia      | 2:16.68     | 3           | 6           |             |
| 14   | Aimee Willmott         | Regno Unito | 2:16.71     | 3           | 3           |             |
| 15   | Ganna Dzerkal'         | Ucraina     | 2:17.14     | 4           | 8           |             |
| 16   | Lysistrati Halkides    | Grecia      | 2:17.15     | 1           | 4           |             |
| 17   | Stina Gardell          | Svezia      | 2:17.33     | 4           | 7           |             |
| 18   | Yana Martynova         | Russia      | 2:18.17     | 4           | 2           |             |
| 19   | Amit Ivri              | Israele     | 2:18.35     | 1           | 6           |             |
| 20   | Nadia Morais Vieira    | Portogallo  | 2:18.49     | 1           | 2           |             |
| 21   | Uschi Halbreiner       | Austria     | 2:18.68     | 3           | 8           |             |
| 22   | Sara Thyden            | Svezia      | 2:19.05     | 3           | 1           |             |
| 23   | Anna Yevchak           | Ucraina     | 2:19.51     | 1           | 1           |             |
| 24   | Karolina Szczepaniak   | Polonia     | 2:19.53     | 2           | 1           |             |
| 25   | Emilia Pikkarainen     | Finlandia   | 2:19.91     | 2           | 7           |             |
| 26   | Reka Kovacs            | Ungheria    | 2:20.45     | 1           | 3           |             |
| 27   | Lisa Zaiser            | Austria     | 2:20.51     | 2           | 8           |             |
| 28   | Anna Schegoleva        | Cipro       | 2:27.89     | 1           | 8           |             |
|      | Anastasia Korotkov     | Israele     | non partita | non partita | non partita | non partita |
|      | Anja Klinar            | Slovenia    | non partita | non partita | non partita | non partita |
|      | Sara Nordenstam        | Norvegia    | non partita | non partita | non partita | non partita |
|      | Gráinne Murphy         | Irlanda     | non partita | non partita | non partita | non partita |

## Semifinali
| Pos. | Atleta                 | Nazionalità | Batteria | Corsia | Tempo   | Note |
| ---- | ---------------------- | ----------- | -------- | ------ | ------- | ---- |
| 1    | Camille Muffat         | Francia     | 2        | 5      | 2:10.92 |      |
| 2    | Katinka Hosszú         | Ungheria    | 1        | 4      | 2:11.84 |      |
| 3    | Evelyn Verrasztó       | Ungheria    | 2        | 4      | 2:11.86 |      |
| 4    | Hannah Miley           | Regno Unito | 2        | 3      | 2:11.90 |      |
| 5    | Mireia Belmonte Garcia | Spagna      | 1        | 5      | 2:12.23 |      |
| 6    | Lara Grangeon          | Francia     | 1        | 3      | 2:13.23 |      |
| 7    | Francesca Segat        | Italia      | 1        | 6      | 2:14.01 |      |
| 8    | Louise Jansen          | Danimarca   | 2        | 6      | 2:15.04 |      |
| 9    | Stina Gardell          | Svezia      | 2        | 8      | 2:15.38 |      |
| 10   | Aimee Willmott         | Regno Unito | 1        | 7      | 2:15.56 |      |
| 11   | Viktoriya Andreeva     | Russia      | 2        | 2      | 2:15.64 |      |
| 12   | Daria Belyakina        | Russia      | 2        | 7      | 2:15.99 |      |
| 13   | Amit Ivri              | Israele     | 1        | 8      | 2:16.12 |      |
| 14   | Fanny Lecluyse         | Belgio      | 1        | 2      | 2:16.23 |      |
| 15   | Lysistrati Halkides    | Grecia      | 1        | 1      | 2:17.36 |      |
| 16   | Ganna Dzerkal'         | Ucraina     | 2        | 1      | 2:18.64 |      |

## Finale
| Pos. | Atleta                 | Nazionalità | Corsia | Tempo   | Note                  |
| ---- | ---------------------- | ----------- | ------ | ------- | --------------------- |
|      | Katinka Hosszú         | Ungheria    | 5      | 2:10.09 | Record dei campionati |
|      | Evelyn Verrasztó       | Ungheria    | 3      | 2:10.10 |                       |
|      | Hannah Miley           | Regno Unito | 6      | 2:10.89 |                       |
| 4    | Camille Muffat         | Francia     | 4      | 2:12.04 |                       |
| 5    | Mireia Belmonte Garcia | Spagna      | 2      | 2:12.21 |                       |
| 6    | Lara Grangeon          | Francia     | 7      | 2:14.25 |                       |
| 7    | Francesca Segat        | Italia      | 1      | 2:15.08 |                       |
| 8    | Louise Jansen          | Danimarca   | 8      | 2:17.37 |                       |